# Trond-Arne Bredesen
Pour les articles homonymes, voir Bredesen.
Trond-Arne Bredesen, né le 4 février 1967 à Gran, est un coureur norvégien du combiné nordique. Il est notamment vainqueur de l'édition 1988-1989 de la Coupe du monde.

## Biographie
Il est licencié au club de sa ville natale Gran. Chez les juniors, il amasse un total de cinq médailles dans les championnats du monde de la catégorie entre 1984 et 1987, où il gagne l'argent par équipes et l'argent en individuel. En 1986, il gagne le titre sur la compétition par équipes.
En mars 1986, il est au départ de sa première épreuve dans la Coupe du monde à Strbske Pleso, où il arrive sixième
Il confirme les espoirs l'hiver suivant, où après deux résultats dans le top dix dans la Coupe du monde, il devient vice-champion du monde en individuel à Oberstdorf derrière son compatriote Torbjørn Løkken et aussi dans l'épreuve par équipes. Il finit l'hiver par une deuxième place à Holmenkollen, significatif de premier podium individuel dans la Coupe du monde.
Durant la saison 1987-1988, il remporte la première victoire dans la Coupe du monde en gagnant au Brassus. Il échoue à remporter la moindre médaille lors de son unique participation aux jeux olympiques cet hiver à Calgary (onzième en individuel et quatrième par équipes).
L'année forte de sa carrière reste 1989, où il compte trois de ses quatre succès dans la Coupe du monde, le menant à son seul succès au classement général ainsi que deux médailles aux Championnats du monde à Lahti, le bronze sur la compétition individuelle, ainsi que l'or à l'épreuve par équipes avec les frères Elden.
Lors de la saison 1989-1990, il est présent sur un seul podium en Coupe du monde,le huitième et dernier de sa carrière avec une troisième place à Saint-Moritz. Il gagne son unique titre de champion de Norvège en 1990.
Il arrête sa carrière à l'âge de 24 ans en 1991, année où il obtient au mieux une huitième place en individuel et une cinquième place par équipes aux Championnats du monde à Val di Fiemme.

## Palmarès

### Jeux olympiques
| Épreuve / Édition | Calgary 1988 |
| Individuel        | 11e          |
| Par équipes       | 4e           |

### Championnats du monde
| Épreuve / Édition | Oberstdorf 1987 | Lahti 1989 | Val di Fiemme 1991 |
| Individuel        | Argent          | Bronze     |                    |
| Par équipes       | Argent          | Or         | 5e                 |

### Coupe du monde
- Vainqueur du classement général en 1989.
- 8 podiums individuels : 4 victoires, 2 deuxièmes places et 2 troisièmes places.

#### Détail des victoires
| Année | Lieu                                                                          |
| 1988  | Le Brassus (Suisse)                                                           |
| 1989  | Saalfelden (Autriche), Reit im Winkl (Allemagne) et Lake Placid (États-Unis), |

#### Différents classements en Coupe du monde
| Année     | Classement général final |
| 1985-1986 | 23e                      |
| 1986-1987 | 9e                       |
| 1987-1988 | 5e                       |
| 1988-1989 | 1er                      |
| 1989-1990 | 14e                      |
| 1990-1991 | 19e                      |

### Championnats du monde junior
- Médaille d'argent par équipes en 1984 à Trondheim.
- Médaille d'argent par équipes en 1985 à Randa.
- Médaille d'or par équipes en 1986 à Lake Placid.
- Médaille d'argent en individuel en 1987 à Asiago.
- Médaille d'or par équipes en 1987.